# Andrzej Maszewski
Andrzej Maszewski, pseudonim Masza (ur. 31 maja 1970 r.) – polski kulturysta oraz sędzia zawodów strongman.

## Najważniejsze sukcesy w kulturystyce

### Mistrzostwa Polski Juniorów
- 1988.
  - M. P. w Kłodzku – Im-ce
- 1989.
  - M. P. w Bydgoszczy – I m-ce
- 1990.

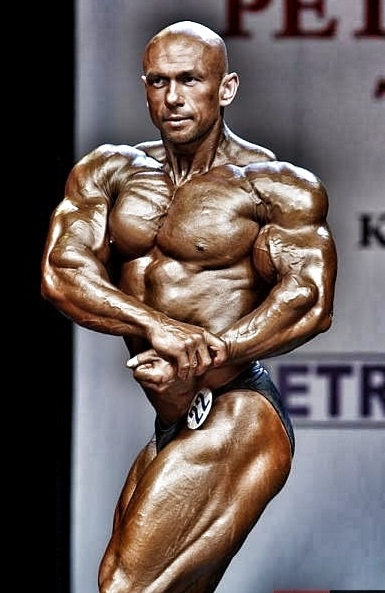
Andrzej Maszewski

  - M. P. w Radomsku – I m-ce + I m-ce kat. Open
- 1991.
  - M. P. w Tomaszowie Mazowieckim – I m-ce + I m-ce kat. Open

### M. Polski Seniorów
- 1991.
  - M. P. Koszalin – III m-ce (kat. do 70 kg)
- 1992.
  - M. P. Wrocław – III m-ce (kat. do 80 kg)
- 1995.
  - M. P. Tarnobrzeg – II m-ce (kat. do 80 kg)
- 1996.
  - M. P. Białystok – II m-ce (kat. do 90 kg)
- 1998.
  - M. P. Sosnowiec – III m-ce (kat. do 90 kg)
- 1998.
  - M. P. Białystok – I m-ce (w parach, z E. Kryńską)
- 1999.
  - M. P. Toruń – II m-ce (kat. do 90 kg)
- 2000.
  - M P. Białystok – I m-ce (kat. do 100 kg) + I m-ce kat. Open
- 2003.
  - M. P. Mińsk Mazowiecki – II m-ce (kat. do 95 kg)
- 2006.
  - M. P. Warszawa – I m-ce (kat. do 100 kg)
- 2012.
  - M. P. Katowice – I m-ce (kat. do 100 kg)+ I m-ce kat. Open
  - M. P. weteranów - I m-ce (kat. +90 kg) + I m-ce kat. Open
- 2015.
  - M.P. Kielce (kat. do 95 kg) + II m-ce

### M. Europy i M. Świata
- 1992.
  - M. E. Ostrawa – XII m-ce (kat. do 80 kg)
- 1998.
  - M. E. Płońsk, w parach wraz z E. Kryńską – II m-ce
- 1999.
  - M. E. Madryt – VI m-ce (kat. do 90 kg)
- 2000.
  - M. Ś. Melaka – VII m-ce (kat. do 90 kg)
  - M. E. Lozanna – V m-ce (kat. do 90 kg)
- 2002
  - M. Ś. Kair – X m-ce (kat. do 100 kg)
- 2003
  - M. E. Sankt Petersburg – VIII m-ce (kat. do 95 kg)
- 2004
  - M. E. Budapeszt – II m-ce (kat. do 95 kg)
- 2006
  - M. E. Bratysława – III m-ce (kat. do 95 kg)
  - M. Ś. Ostrawa – IX m-ce (kat. do 100 kg)
- 2008
  - M. Ś. Manama – VII m-ce (kat. do 100 kg)
- 2009
  - Arnold Classic Amatorów Columbus – IV m-ce (kat. do 100 kg)
- 2011
  - M. E. weteranów, Alcala de Henares - II m-ce (kat. +90 kg)
- 2012
  - M. E. weteranów, Santa Susanna - I m-ce (kat. +90 kg)
  - M. Ś. weteranów, Budapeszt - VI m-ce (kat +90 kg)